# Hranica
Hranica é um filme de drama eslovaco de 2010 dirigido e escrito por Jaroslav Vojtek. Foi selecionado como representante da Eslováquia à edição do Oscar 2011, organizada pela Academia de Artes e Ciências Cinematográficas.

## Elenco
- Peter Lizák
- Tibor Tóth
- Stefan Tóth
- Pál Bocsárszky